# 僕の大事なコレクション
『僕の大事なコレクション』（ぼくのだいじなコレクション、Everything Is Illuminated）は、2005年のアメリカ合衆国のコメディドラマ映画。俳優リーヴ・シュレイバーの初監督作品で、出演はイライジャ・ウッドとユージン・ハッツなど。ジョナサン・サフラン・フォアが2002年に出版した『エブリシング・イズ・イルミネイテッド』の映画化作品である。

## ストーリー
2008年8月。アメリカに住むユダヤ系のジョナサンは、ウクライナからの移民であった祖父を助けた女性アウグスチーネを探しにウクライナに向かう。ジョナサンは家族に関するもの（チケットの半券や祖母の入れ歯まで）を集める趣味があり、旅の途中でも何でもジップロックに入れて保存してしまう。ウクライナに辿り着いたジョナサンを待っていたのは、訛りの強い英語を話す通訳のアレックスと、目が見えないと言い張るアレックスの祖父（運転手）、そして盲導犬（？）のサミー・デイビス・Jr.Jrだった。3人と1匹は、ジョナサンの祖父が住んでいた村トラキムブロドに向けて出発する。

## キャスト
※括弧内は日本語吹替
- ジョナサン: イライジャ・ウッド（佐藤淳）
- アレックス: ユージン・ハッツ（井上智之）
- アレックスの祖父: ボリス・レスキン（英語版）（村松康雄）
- リスタ: ラリッサ・ローレット（英語版）（八木昌子）

## 作品の評価
Rotten Tomatoesによれば、批評家の一致した見解は「難解で有名な原作から多くを削除しているが、『僕の大事なコレクション』はリーヴ・シュレイバーの一風変わった野心的な（監督）デビュー作である。」であり、120件の評論のうち高評価は67%にあたる80件で、平均点は10点満点中6.5点となっている。
Metacriticによれば、35件の評論のうち、高評価は19件、賛否混在は15件、低評価は1件で、平均点は100点満点中58点となっている。